# Грбови рејона Краснојарске Покрајине
Грбови рејона Краснојарске Покрајине обухвата галерију грбова административних јединица руске покрајине — Краснојарске, са статусом градских округа и рејона, те њихове историјске грбове (уколико их има).
Већина грбова настала је након успостављања Руске Федерације и Краснојарске Покрајине, као њеног саставног субјекта.

## Грбови неких округа
- Грб града 
 Краснојарска
- Грб града 
 Ачинска
- Грб града 
 Дудинка
- Грб града 
 Жељезногорск
- Грб града 
 Зеленогорск
- Грб града 
 Игарка
- Грб града 
 Јенисејск
- Грб града 
 Канска
- Грб града 
 Лесосибирска
- Грб града 
 Минусинск
- Грб града 
 Назарова
- Грб града 
 Нориљска

## Грбови рејона
- 1 — Грб рејона 
 Абански
- 2 — Грб рејона 
 Ачински
- 3 — Грб рејона 
 Балахтински
- 4 — Грб рејона 
 Берјозовски
- 5 — Грб рејона 
 Бириљушки
- 6 — Грб рејона 
 Боготољски
- 7 — Грб рејона 
 Богучански
- 8 — Грб рејона 
 Бољшемуртински
- 9 — Грб рејона 
 Бољшеулујски
- 10 — Грб рејона 
 Дзержински
- 11 — Грб рејона 
 Јемељановски
- 12 — Грб рејона 
 Јенисејски
- 13 — Грб рејона 
 Јермаковски
- 14 — Грб рејона 
 Идрински
- 15 — Грб рејона 
 Илански
- 16 — Грб рејона 
 Ирбејски
- 17 — Грб рејона 
 Казачински
- 18 — Грб рејона 
 Кански
- 19 — Грб рејона 
 Каратушки
- 20 — Грб рејона 
 Кежемски
- 21 — Грб рејона 
 Козуљски
- 22 — Грб рејона 
 Краснотурански
- 23 — Грб рејона 
 Курагински
- 24 — Грб рејона 
 Мански
- 25 — Грб рејона 
 Минусински
- 26 — Грб рејона 
 Мотигински
- 27 — Грб рејона 
 Назаровски
- 28 — Грб рејона 
 Нижњеингашки
- 29 — Грб рејона 
 Новосјоловски
- 30 — Грб рејона 
 Партизански
- 31 — Грб рејона 
 Пировски
- 32 — Грб рејона 
 Рибински
- 33 — Грб рејона 
 Сајански
- 34 — Грб рејона 
 Северо-Јенисејски
- 35 — Грб рејона 
 Сухобузимски
- 36 — Грб рејона 
 Тајмирски
- 37 — Грб рејона 
 Тасејевски
- 38 — Грб рејона 
 Турухански
- 39 — Грб рејона 
 Ћућетски
- 40 — Грб рејона 
 Ужурски
- 41 — Грб рејона 
  Ујарски
- 42 — Грб рејона 
 Шариповски
- 43 — Грб рејона 
 Шушјенски
- 44 — Грб рејона 
 Евенкијски